# Jacksonville (Illinois)
Pour les articles homonymes, voir Jacksonville.
Jacksonville est une ville de l'Illinois, siège du comté de Morgan aux États-Unis. La population était de 19 440 habitants en 2010.

## Histoire

### Aux origines de la ville
Jacksonville a été fondée en 1827 par les Européens sur un territoire au centre du comté de Morgan, créé deux ans plus tôt. La ville croît à un rythme rapide autour d'une place du village. En 1829, le révérend presbytérien John M. Ellis fonde un "séminaire d'apprentissage" dans le nouvel État de l'Illinois. Un groupe d'étudiants de la congrégation à l'Université de Yale, entendant parler des plans du révérend, se rendent vers l'ouest pour y fonder la nouvelle école. Ces étudiants faisaient partie des fameuses « bandes de Yale », groupes d'étudiants qui ont établi plusieurs universités à la frontière de ce qui est maintenant le Midwest. L'Illinois College a été l'un des premiers établissements d'enseignement populaire dans le Midwest.  
L'université a stimulé la croissance de Jacksonville. Tandis qu'un palais de justice est édifié sur la place du village, des églises ont été construites, des voies ferrés planifiées et des magasins et tavernes ouverts. En 1834, Jacksonville a la plus grande population de toutes les villes d'Illinois, Chicago n'est fondée que l'année suivante. Dans les années 1830, la ville était sur le chemin des Amérindiens qui ont été déplacés de force à l'ouest du Mississippi par le gouvernement fédéral. Les Potéouatamis sont passés à Jacksonville en 1838, située sur ce qu'ils ont appelé leur "sentier de la mort", contraints d'abandonner leurs terres pour le désert sec et aride.
Le complexe éducatif de Jacksonville et sa position dans l'État d'Illinois ont été développés par la création d’institutions importantes telles que l'école de l'Illinois pour les sourds et l'école de l'Illinois pour les malvoyants. L'Illinois Conference Female Academy a été fondée pour l'éducation des filles pour devenir plus tard le McMurray College. En 1850, l'Illinois College a délivré les premiers diplômes universitaires de l'Illinois et ouvert la première école de médecine de l'État. Pour cette raison, Jacksonville a gagné le surnom d'"Athènes de l'Ouest."
En 1851, l'Illinois ouvre son premier hôpital psychiatrique public à Jacksonville; il est devenu un employeur important pour la région. Désormais nommée Centre de Développement de Jacksonville, l'installation aide des personnes ayant des difficultés de développement.  
L'avocat, puis seizième président des États-Unis, Abraham Lincoln, eut des affaires à Jacksonville, agissant fréquemment soit en tant que co-conseil, soit en tant qu'avocat opposé à David A. Smith, un habitant de la ville. Dans ce qui est l'actuelle Central Park Plazza, Lincoln prononce le 6 septembre 1856 un long discours anti-esclavagiste à l'appui de la campagne présidentielle de John C. Frémont. Une fresque représentent l'évènement a été peinte sur le côté d'un bâtiment à l'angle sud-ouest du parc. Au cours des années précédentes, Jacksonville était une ville étape majeure sur le Chemin de fer clandestin alors que les esclaves réfugiés se déplaçaient vers le nord, notamment en destination du Canada.

### DuXXesiècleà nos jours
La ville commémorait la guerre de Sécession chaque année, au cours de laquelle se tenant une reconstitution en l'honneur du général de l'armée américaine résidant à Jacksonville, Benjamin Grierson. Le général est par ailleurs inhumé au cimetière de la ville. L’événement s'est tenu vingt ans durant, entre 1995 et 2015. 
En 1911, dans le cadre du mouvement progressiste, Jacksonville adopte la forme de gouvernement par commission , c'est-à-dire un système où les électeurs votent pour un petit groupe d'individus qui détient le pouvoir législatif de la ville. De ce groupe émerge le maire, fonction honorifique. Le premier maire de Jacksonville est George W. Davis. 

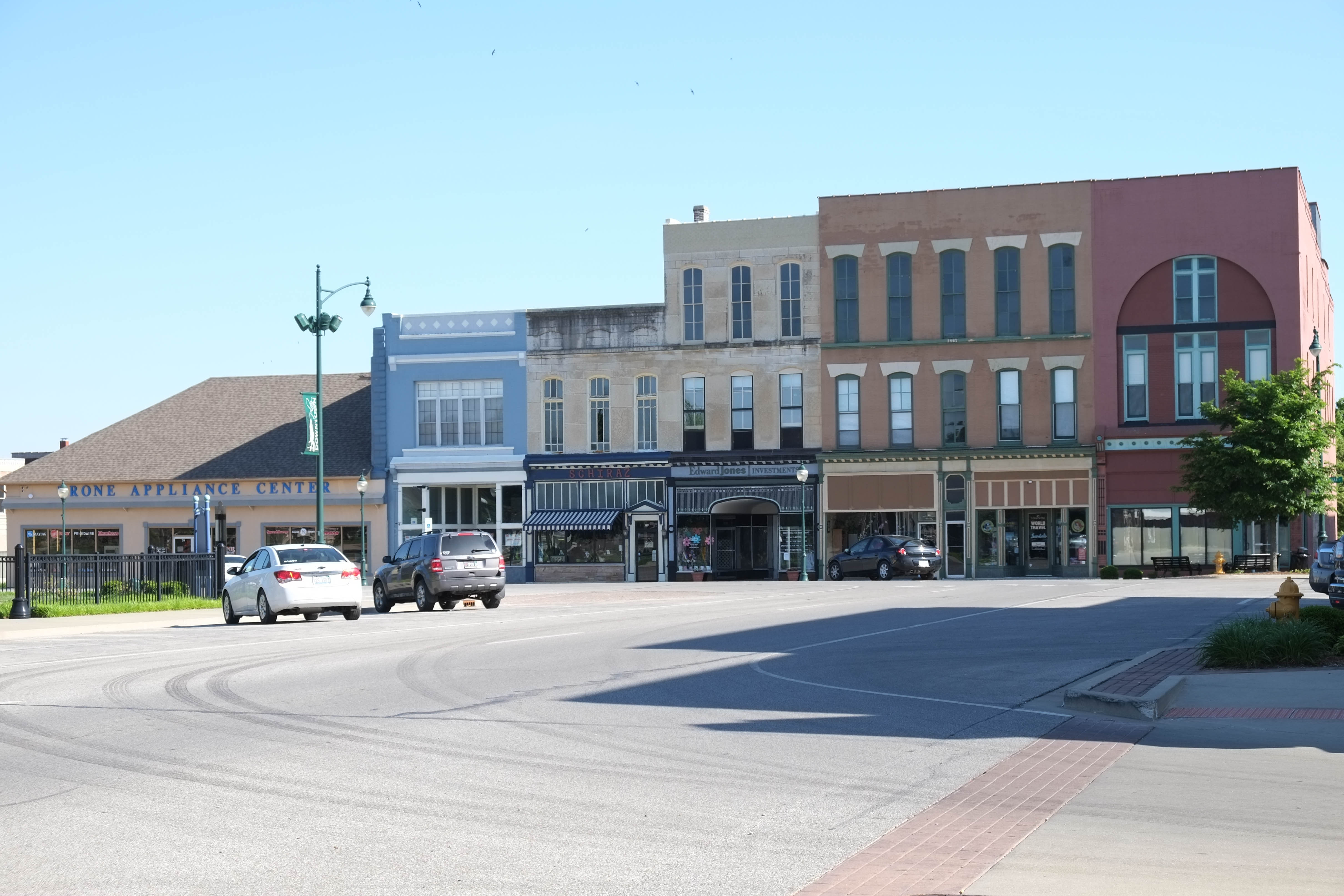
Jacksonville Square

À l'été 1965, afin de répondre à la demande en disques vinyles des Beatles qui explose, Capital Records ouvre une usine de pressage de disque dans la banlieue ouest de Jacksonville, au 1 Capitol Way. À son apogée, l'usine employait plus de 1 000 travailleurs. C'est un endroit important dans l'industrie de la musique. Par exemple, les sept albums de l'artiste western country Garth Brooks, produits à Jacksonville, ont été vendus à plus de 50 millions d'exemplaires. EMI Records, propriétaire de l'usine, cesse ses activités de fabrication à Jacksonville en 2004.

## Géographie
Jacksonville est situé aux coordonnées 39 ° 43'55 "N 90 ° 14'4" W (39.731936, -90.234394). Selon le recensement de 2010, Jacksonville a une superficie totale de 27,62 km2.
La ville se situe au milieu de terres agricoles plates et fertiles. Un petit ruisseau, Mauvaiseterre Creek, traverse le centre-ville et se jette dans le lac Mauvaiseterre, un petit réservoir entouré par un parc de trois côtés. Juste au sud de la ville se trouve le lac Jacksonville, grand de 192 hectares pour un littoral de 28,9 kilomètres. Le lac a été nommé lieu de pêche no 1 en Illinois par le magazine Field and Stream.

## Démographie
Au recensement de 2010, la ville comptait 19 446 personnes, dont 7 357 ménages et 4 174 familles. La densité de population était de 721,9 habitants au kilomètre carré. La composition ethnique de la ville était de 85,3 % de Blancs, 10,2 % d'Afro-Américains, 0,3 % d'Amérindiens, 0,7 % d'Asiatiques et 3,5 % d'autres ethnies diverses.  
Il y avait 7 357 ménages dont 24,3 % avaient des enfants de moins de 18 ans vivant avec eux, 38,8 % étaient des couples mariés vivant ensemble, 13,7 % avaient une femme au foyer sans mari et 43,3 % étaient des non-familles. 36,3 % de tous les ménages étaient composés d'individus seuls et 13,9 % d'une personne de 65 ans ou plus vivant seule. La taille moyenne des ménages était de 2,23 et la taille moyenne des familles était de 2,88. 
En ville, la population était répartie entre 22,0 % de moins de 18 ans, 14,2 % de 18 à 24 ans, 25,1 % de 25 à 44 ans, 21,9 % de 45 à 64 ans et 16,9 % de 65 ans et plus. L'âge médian était de 37 ans. Pour 100 femmes de tout âge, il y avait 91 hommes, tandis que pour 100 femmes âgées de 18 ans et plus, il y avait 87 hommes. 
Le revenu médian d'un ménage dans la ville était de 40 670 $ et le revenu médian d'une famille était de 56 343 $. Les hommes avaient un revenu médian de 42 409 $ contre 30 208 $ pour les femmes. Le revenu par habitant de la ville était de 21 245 $. Environ 11,9 % des familles et 18 % de la population étaient en dessous du seuil de pauvreté, dont 24,9 % des moins de 18 ans et 11,8 % des 65 ans et plus.

## Économie
Jacksonville est la ville d'origine de l'Eli Bridge Company, fabricant de grandes roues et d'autres manèges tels que le Twist. W. E. Sullivan a fondé la firme avec l'introduction de sa première roue portative «Big Eli» sur le Jacksonville Square le 23 mai 1900. Jacksonville était autrefois la ville d'origine de la société J. Capps & Son, l'un des plus grands fabricants de textiles et de vêtements des États-Unis, et appartenant à la famille Capps. 
Reynolds Group Holdings (anciennement Mobil Plastics, Tenneco, Pactiv) et Nestlé sont également installés à Jacksonville.

## Éducation

### Enseignement supérieur
Jacksonville abrite deux universités privées, l'Illinois College et le MacMurray College. Le premier établissement est le deuxième plus vieux collège de l'Illinois fondé en 1829 par l'un des célèbres étudiants de Yale, qui a voyagé vers l'ouest pour fonder de nouveaux collèges. Il servit brièvement de première école de médecine de l'État de 1843 à 1848 et devint mixte en 1903 (la Jacksonville Female Academy fut fondée en 1836 par John Adams). Beecher Hall, le premier bâtiment universitaire érigé en Illinois, porte le nom de son premier président Edward Beecher.  

### Enseignement primaire et secondaire
Jacksonville abrite trois écoles secondaires, deux privées et une publique, y compris Routt Catholic High School. Jacksonville School District 117 fournit l'éducation pour la ville et une grande partie du comté avec six écoles primaires, une école secondaire et un lycée.

### Institutions de l'État

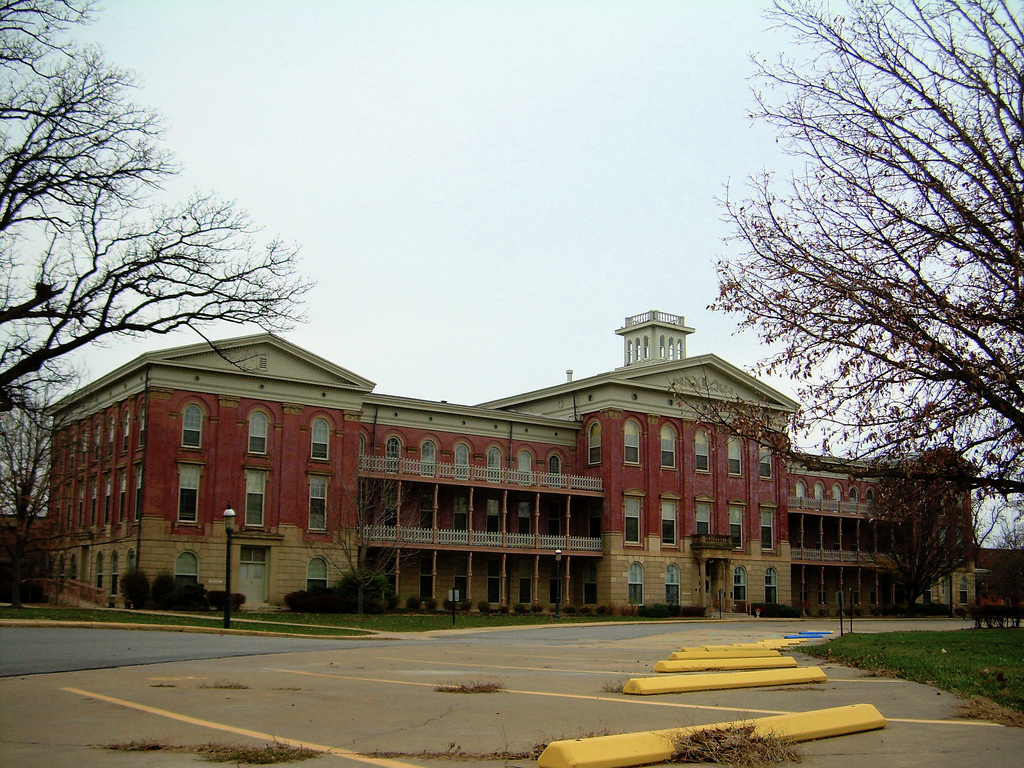
Illinois School for the Deaf

Jacksonville abrite également trois institutions gérées par l'État, dont l'Illinois School for the Deaf, l'école de l'Illinois pour les malvoyants et le Jacksonville Correctional Center. 

## Jacksonville dans la culture populaire
La ville a donné son nom à un titre de Sufjan Stevens dans Illinois, album concept faisant référence à diverses personnes et lieux associés à l'État du même nom. La cinquième piste de l'album porte le nom de la ville se réfère à divers points de repère dans la ville, tels que Nichols Park. Il contient également une histoire sur le prêcheur A.W. Jackson qui a, selon une légende urbaine, donné son nom à la ville. Le président Andrew Jackson (président des États-Unis de 1829 à 1837) est également mentionné, qui est officiellement à l'origine du nom de la ville. 

## Personnalités liées
- Edgar Howard Sturtevant (1875-1952), linguiste.